# Intersection
Als Intersection (deutsch Schnittpunkt) wird in der Luftfahrt ein definierter Kartenpunkt bezeichnet, der es den Piloten ermöglicht, bei der Navigation ihren Flugplan einzuhalten.

## Definition
Die Intersections sind virtuelle Navigations-Fixpunkte für den Instrumentenflug, die auf verschiedene Art definiert werden können:
- Normalerweise als eine Intersection (im geometrischen Sinne) von zwei sich kreuzenden VOR-Radialen (siehe Vorwärtsschnitt)
- Seltener als ein VOR-Radial und Abstand zum VOR (Very High Frequency Omnidirectional Radio Range)

Der Pilot kann beim Instrumentenflug nicht willkürlich eigene Navigations-Fixpunkte bestimmen, sondern nur die in den Luftfahrtkarten definierten Intersections verwenden.

## Darstellung
Die Intersections werden auf den Luftfahrtkarten mit einem kleinen Dreieck-Symbol dargestellt. Intersections haben keine Klarnamen, sondern werden mit fünf Buchstaben oder Ziffern bezeichnet. Das unterscheidet sie deutlich von den VOR-Namen, die neben dem Klarnamen mit drei Buchstaben bezeichnet werden.

## Bezeichnung und Aussprache
Die fünf Buchstaben sind oft in Anlehnung an geographische Namen der Umgebung gewählt. Trotz der Beschränkung auf 5 Buchstaben klingen diese Namen oft sehr landestypisch. Je nachdem, ob sie in Ungarn, Frankreich, Japan oder Russland liegen. Beispielsweise:
- BASUM – liegt über der Stadt Bassum

Auch Phantasienamen und die Buchstaben des ICAO-Alphabetes sind gebräuchlich. Allerdings wird immer die Beschränkung auf 5 Buchstaben oder Ziffern eingehalten. Im Sprechfunk spricht der Pilot den Intersection-Namen wenn möglich als ein zusammenhängendes Wort aus (Beispiel „Basum“). Sollte ihm die Aussprache in fremden Ländern schwerfallen, dann kann er die Buchstaben einzeln mit dem ICAO-Alphabet durchgeben (Beispiel „Intersection Bravo-Alpha-Sierra-Uniform-Mike“).

## Abflug / Anflug
Intersections spielen auch bei den Abflugverfahren (SIDs) und den Anflugverfahren (STARs) eine wichtige Rolle. RNAV-Intersections, welche in An- oder Abflugverfahren von Flughäfen genutzt werden, werden in der Regel mit den letzten zwei Buchstaben des ICAO-Codes des jeweiligen Flugplatzes und einer 3-stelligen Zahl benannt. So ist zum Beispiel DL455 ein Wegpunkt im Anflug auf den Flughafen Düsseldorf (EDDL). Diese Syntax wird nur angewandt, wenn der Wegpunkt nicht über Radiale, sondern nur über seine Koordinaten spezifiziert ist.